# تمرد إسكوبار
تمرد إسكوبار (بالإسبانية: Rebelión escobarista) كان نزاعًا في شمال المكسيك في عام 1929 في أثناء فترة الماكسيماتو، نشب بين القوات الحكومية التابعة للرئيس إميليو بورتيس جيل والقوات المتمردة تحت قيادة الجنرال خوسيه غونزالو إسكوبار. بعد أن نجحت القوات المتمردة التابعة لإسكوبار نجاحًا أوليًّا، إذ استحوذت على عدة مدن مهمة في النصف الشمالي من البلاد، لحقت بهم هزيمة ساحقة في معركة جيمينيز الكبرى في ولاية شيواوا، قبل أن تزيحهم في نهاية المطاف القوات الحكومية المتقدمة تحت قيادة الجنرال كاليس.

## خلفية
كان تمرد إسكوبار التمرد الأخير في سلسلة تمردات اندلعت عقب انتهاء الحرب الأهلية المكسيكية في عام 1920، عندما استحوذ الفصيل اليساري بقيادة بلوتاركو إلياس كاليس وألفارو أوبريغون وأدولفو دي لا ويرتا (ثلاثتهم معًا معروفون باسم «مثلث سونوران») على الحكومة الفدرالية من قبضة فينوستيانو كارانسا، وفق خطة أغوا بريتا. بعد اغتيال الرئيس المنتخب أوبريغون في 17 يوليو من عام 1928، وانتهاء فترة كاليس الرئاسية في 30 نوفمبر، وقع الاختيار بالإجماع على إميليو بورتيس جيل (حاكم ولاية تاماوليباس السابق) ليخلف كاليس بوصفه رئيسًا موقتًا، إلى حين يمكن عقد انتخابات جديدة في العام اللاحق في نوفمبر من عام 1929. كان بورتيس جيل مدنيًّا لا يملك أي خبرة عسكرية، ولذا استاء من اختياره كثير من ضباط الجيش المكسيكي، الذي صار متألفًا في ذلك الوقت من جيوش القادة الثوريين الفرديين، الذين أرادوا أن يكون على كرسي الرئاسة واحد منهم، لاستكمال عادة تقليد منصب الرئاسة لجنرال. في وقت سابق حاول فينوستيانو كارانسا فرْض أن يخلفه مدني في الرئاسة في انتخابات عام 1920، وهذا أدى إلى الإطاحة به ثم موته.
في تلك الآونة كان من أشهر ضباط الجيش المكسيكي وأغناهم الجنرال دون خوسيه غونزالو إسكوبار، الذي وُصف بأنه «شاب شجاع جريء»، لدوره في الانتصار على بانشو فيا في معركة عام 1919 لصالح سيوداد خواريز، ولاشتراكه لاحقًا في قمع ثورة دي لا ويرتا في عام 1923 وثورة غوميز سيرانو في عام 1927. على الرغم من أن إسكوبار في البداية أعلن ولاءه لكاليس وخليفته، لم يثق به أي منهما، وعدّه كلاهما في أعلى قائمة الجنرالات المثيرين للمشكلات. في الوقت الذي كان إسكوبار يُظهر فيه ولاءه لكل من كاليس وبورتيس جيل، كان في السر يخطط للسيطرة على الحكومة الفدرالية والاستحواذ على كرسي الرئاسة.
في أثناء وضع «خطة هيرموسيلو» في أواخر عام 1928، خطط إسكوبار شن تمرده في الربيع اللاحق، محتجًّا بفساد حكومة كاليس وبورتيس جيل ومتخذًا إياه سببًا للثورة، التي أطلق عليها هو ورجاله اسم «ثورة التجديد».